# Українсько-китайські відносини
Українсько-китайські відносини (кит.: 乌克兰-中国关系 Wūkèlán-zhōngguó guānxì) — це двосторонні відносини між Україною та Китайською Народною Республікою у галузі міжнародної політики, зокрема, економіки, освіти, науки, культури тощо.
Китай визнав незалежність України 27 грудня 1991 року, дипломатичні відносини встановлено 4 січня 1992 року.
У березні 1993 року у Пекіні Україна відкрила Посольство України в КНР, у серпні 2001 року — Генеральне консульство України в Шанхаї.
Посольство КНР в Україні відкрито в 1992 у Києві, у 2006 — Генеральне консульство КНР в Одесі.

## Історія

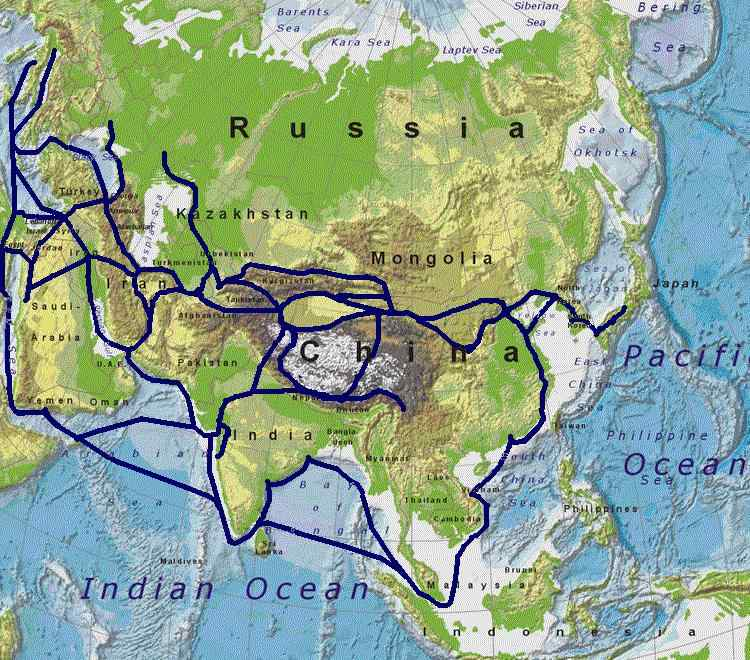
Великий шовковий шлях

Зелений Клин

Відносини між Україною та Китаєм почали зароджуватись ще за часів скіфської доби завдяки Великому шовковому шляху, що своєю північною гілкою заходив на територію сучасної України — Крим.
У 2021р. на Миколаївщині у селі Скобелеве Казанківського району під час розкопування унікального кургану, який належить до висунської групи царських скіфських поховань (близько 2,5 тисячі років), українські археологи знайшли супроводжувальне поховання та рештки тканини - попередні дослідження вказують, що це був шовк або батист. Тканина до скіфів потрапила з Китаю. "Це дало підстави стверджувати, що в 4 столітті до нової ери Миколаївщина входила в систему Великого шовкового шляху, який проходив з Китаю до Європи", - розповів старший викладач Миколаївського національного університету імені Сухомлинського, керівник Березанської археологічної експедиції О. Смирнов.
У період правління династії Юань (1271–1368) про «піднебесну імперію» знали у Києві, Галичі та Володимирі-Волинському.
Гетьман Війська Запорозького Дем'ян Многогрішний проводив у 1688—1692 роках у Китаї діяльність, у 1689 брав участь у перемовинах царського посла Ф. Головіна з Китаєм, що завершилися підписанням Нерчинського договору.
У 1714-1719 архімандрит Іларіон Лежайський призначений головою першої російської Духовної православної місії у Китаї.
У другій половині 18 ст. — початку 19 сторіччя інтенсивність українсько-китайських відносин зменшилася через те, що Україна остаточно втратила незалежність, і всі наступні контакти з Китаєм Україна здійснювала як складова частина російської держави.
Проте, після поразки визвольних змагань на території Зеленого Клину в 1918—1919, українсько-китайські відносини почали набирати обертів, оскільки після поразки російська влада почала масово переселяти українців до Маньчжурії. У результаті там українці створили етнічні поселення з центром у Харбіні. Також самі українці в Україні почали більше цікавитись Китаєм: вивчали історію, культуру, економіку, політику Китаю, китайську мову.
Після проголошення Китайської Народної Республіки 1 жовтня 1949 року почався новий виток українсько-китайських відносин. Україна, як складова частина СРСР, відіграла значну роль у зародженні китайської металургії, машинобудування, сілького господарства, надсилаючи наших вчених, інженерів для надання допомоги у створенні відповідних галузей. У той же час Україна використовує досвід Китаю у відповідних галузях, отримує технічну допомогу.
Протягом 1949-1965 років відбувався двосторонній обмін делегацій із письменників, науковців, артистів, влаштовувалися культурні виставки, видавалися найкращі твори письменників обох країн. Зв'язки між собою встановили університети, академії наук, а також вчені. Відбувався обмін науковцями, аспірантами, студентами, а також інформацією, проводились спільні дослідження.

## Сучасні двосторонні зв'язки

### Політичні зв'язки
- 1991 — Китай визнав незалежність України 27 грудня 1991 року
- 1992:
  - дипломатичні відносини було встановлено 4 січня 1992 року
  - Посольство КНР в Україні Китай відкрив 1992 року у Києві[2]
  - у жовтні 1992 року Президент України Леонід Кравчук здійснив перший офіційний державний візит до КНР[6],
- 1993:
  - у березні 1993 року у Пекіні Україна відкрила Посольство України в КНР[2].
  - у квітні 1993 року Голова Верховної Ради України Іван Плющ
- 1994:
  - візит віце-прем'єр-міністра України Валерія Шмарова до Китаю
  - у вересні 1994 року тодішній Голова КНР Цзян Цземінь здійснив державний візит в Україну, а у грудні 1995 року — офіційний візит Президента України Леоніда Кучми у Китай[6].
- 1995 — у червні 1995 року прем'єр Держради КНР Лі Пен здійснив офіційний візит в Україну
- 1996 — у березні 1996 року офіційний візит в Україну здійснив Голова Постійного комітету Всекитайських Зборів Народних Представників Цяо Ши.
- 1997 — прем'єр-міністр України Валерій Пустовойтенко відвідує Китай.
- 1999:
  - у березні 1999 року Заступник КНР відвідує Україну
  - у липні 1999 року приїзд Заступника Голови Народної політичної консультативної ради Китаю Чень Цзюньшена в Україну[6]
- 2000 — у квітні 2000 року Степан Гавриш як заступник Голови Верховної Ради України відвідує Китай
- 2001:
  - у липні 2001 року Голова КНР Цзян Цземінь приїздить в Україну[6]
  - у серпні 2001 року відкрито Генеральне консульство України в Шанхаї[2].
- 2002 — 17-20 листопада 2002 року Президент України Леонід Кучма здійснює офіційний візит до Китаю[7]
- 2003 — 1-4 квітня 2003 року Президент України Леонід Кучма здійснює державний візит до КНР[7]
- 2006 — відкриття Генерального консульства КНР в Одесі[2].
- 2010 — 2-5 вересня 2010 року Президент України Віктор Янукович здійснив офіційний візит до Китаю
- 2011 — 18-20 червня 2011 року Голови КНР Ху Цзіньтао здійснив офіційни візит в Україну
- 2012 — 27 березня 2012 року у Сеулі Президент України Віктор Янукович зустрівся Головою Китайської Народної Республіки Ху Цзіньтао[7]
- 2013 — серпень — участь спецпредставника уряду КНР у питаннях Євразії Лі Хуея у багатосторонніх консультаціях щодо мирного врегулювання, які пройшли у Саудівський Аравії[8]

### Економічні зв'язки

#### Імпорт та експорт
У 2012 році КНР посіла перше місце серед торгових партнерів України у Азійсько-Тихоокеанському регіоні. Згідно із даними Держстату України, у 2012 експорт товарів і послуг у КНР склав $1 млрд. 858 млн (зменшення порівняно з попереднім роком на 17,6 %). Україна експортувала до КНР мінеральні продукти (80,9 % від всього експорту), машини, устаткування та механізми (4,5 %), жири і масла тваринного або олії рослинного походження (4,0 %).
Натомість Україна імпортувала товарів на $7 млрд. 924 млн. (збільшення порівняно з попереднім роком на 26,1 %): машини, устаткування та механізми (36,3 % від всього імпорту), текстиль та текстильні вироби (11,0 %), неблагородні метали та вироби (8,5 %), взуття, головні убори, парасольки (8,1 %), пластмаси і каучук (7,1 %). Тобто зовнішньоторговельний оборот України з Китаєм 2012 року становив $9 млрд. 783 млн. (негативне сальдо для України — $6 млрд. 66 млн).
У 2019 Китай вийшов на перше місце серед країн – торгових партнерів України. Товарообіг досяг $11,7 млрд. Ключовими пріоритетами співпраці з КНР є сільське господарство, енергетика та енергоефективні технології, туризм, культурний та науковий обмін, космічна галузь.
Загальний обсяг українсько-китайської торгівлі за 2020 рік сягнув 15 мільярдів доларів США

#### Інвестиції
1 квітня 2019 був укладний Меморандум про надання Державною експортною кредитною агенцією КНР Sinosure групі Нафтогаз страхової квоти на $1 млрд. Це дозволить Нафтогазу залучити фінансування та прямі інвестиції з КНР в межах цієї суми. Заплановано, що на першому етапі під страхове покриття Sinosure буде залучено близько $160 млн для фінансування чинних контрактів «Укргазвидобування» з китайськими корпораціями, що постачають бурове обладнання та здійснюють бурові роботи. Закупівля сучасного бурового обладнання та освоєння нових родовищ дасть змогу наростити вітчизняний газовидобуток.
За результатами засідання Міжурядової комісії Китай-Україна у грудні 2020р. віцепрем’єрка О. Стефанішина та віцепрем’єр Державної Ради КНР Лю Хє підписали План дій щодо співпраці та пришвидшення реалізації спільних намірів у торговельно-економічній, інвестиційній сферах, секторах інфраструктури та енергетики, аграрній, промисловій та гуманітарній сферах тощо.

#### Транспортні перевезення
В кінці листопада 2015 року транспортні компанії Китаю, Казахстану, Грузії, Азербайджану і Туреччини підписали в Стамбулі Угоду про створення консорціуму для перевезення вантажів з Китаю до Європи в обхід російської території — Транскаспійський транспортний маршрут. 14 січня до проєкту долучилась Україна.
Починаючи з квітня 2019 став регулярним маршрут Алашанькоу (Китай) – Епершеке (Угорщина), що доставив вантаж з Китаю до Угорщини. З січня 2020 року поїзди з Китаю в ЄС нарешті почали прямувати транзитом через Україну.
За неповний рік державному оператору залізниць спільно з перевізниками з інших країн вдалося налагодити рух поїздів за двома маршрутами. По першому з них «Китай - Монголія - Росія - Україна - Угорщина / Словаччина» за 11 місяців проїхав 21 поїзд з кінцевою зупинкою в Угорщині (1864 контейнери).
Другий маршрут «Китай - Казахстан - Росія - Україна - Словаччина / Угорщина / Польща» виявився затребуванішим. По ньому пройшло 34 поїзди, які перевезли 3130 контейнерів.
Крім того, з червня 2020 на станцію Київ-Ліски почали регулярно прибувати прямі контейнерні поїзди з Китаю. Вони привезли в Україну 1374 контейнери. Як правило, відправляють їх з центрального і північно-східного Китаю, зокрема зі станцій Ухань, Яньтай, Наньчан, Дзінаньнань, Хенган і Сіньджу (Сіань).
Тим самим Україна стала частиною ще одного маршруту «нового Шовкового шляху». В 2011 відбувалось 17 рейсів поїздів між Китаєм та Європою. В 2020 їхня кількість збільшилась до 10 тис., ріст у 588 раз. В європейські країни поїзди вирушають із 60 міст Китаю.
Китайські вантажовідправники стали активно використовувати контейнерні поїзди для доставки вантажів до Європи багато в чому завдяки програмі субсидування з боку уряду КНР, яка компенсує від 40 до 60% вартості перевезення по всьому маршруту поїзда.
В Україні такого виду стимули навряд чи можливі, тому найближчим часом можна розраховувати на розвиток насамперед транзитної складової цього проєкту. У цьому напрямку вже зроблено ряд кроків.
Так, Україна і Словаччина підписали меморандум про співпрацю в рамках «Економічного пояса Шовкового шляху», який передбачає спільне розвиток інфраструктури та процедур для збільшення вантажопотоку з Китаю в ЄС через Україну і Словаччину.
Укрзалізниця розвиватиме контейнерні залізничні перевезення Китай - Європа і планує вводити нові міжнародні маршрути співпрацюючи з DHL Global Forwarding, PKP Cargo Connect та BTLC Germany.

### Культурні зв'язки
Китайською мовою протягом 1949—1965 років було видано твори Т. Шевченка, Л. Українки, І. Франка, О. Гончара, М. Стельмаха, Б. Олійника.
Українські переклади Лу Сіня, Лао Ше, Ду Пенчена, Мао Дуня, Ба Цзіня, Пу Сунліна та інших здійснювались мовознавцем І. Чирко.
Після проголошення Україною незалежності, культурні зв'язки між Україною і Китаєм ще більше поглибились. 2002 і 2009 років пройшло 1-е і 2-е засідання відповідно Спільної українсько-китайської комісії з питань співробітництва у галузі культури. Результатом цих засідань стало підписання Планів культурного співробітництва на 2002—2006 та 2009—2012 роки.
У травні 2016 року Харківський академічний російський драматичний театр ім. О.С. Пушкіна завершив двомісячний гастрольний тур по 14 містах КНР. Тодішній посол України в Китаї О. Дьомін, відвідавши спектакль театру у Шанхаї, назвав колектив першопрохідцем у налагодженні культурних зв’язків між Україною і Китаєм у сфері драматичного мистецтва.
2018-го за підтримки Міністерства культури та туризму Китаю та Департаменту освіти міста Пекіна відбувся Міжнародний фестиваль класичного балету. Організатор фестивалю – Пекінська хореографічна академія – запросила до участі колективи із 38 країн світу. За ініціативи  «Центру культури та мистецтв Китаю» Україну представляли студенти Київського хореографічного училища.
З 25 вересня по 19 листопада 2018 р. пройшли «Дні культури України в Китаї». До програми «Днів» увійшли виступи Національного заслуженого академічного народного хору України ім. Г.Г. Верьовки, виставка робіт відомого українського фотохудожника В. Козюка, майстер-класи Петриківського художнього розпису. Крім того, у рамках «Днів культури» українська делегація взяла участь у Міжнародному культурному ЕКСПО «ШОВКОВИЙ ШЛЯХ» (м. Дуньхуан, 27–28 вересня 2018 р.), де Україна була представлена як головна країна-гість
У червні 2019 року за підтримки Штаб-квартири Інституту Конфуція НМАУ та Центральною консерваторією музики (ЦКМ) був заснований Музичний центр Конфуція при НМАУ імені П.І. Чайковського. Завдання Центру – створення та виконання оперного репертуару, освітня діяльність, тури та експозиції; він стане осередком досліджень китайської музики і культурного обміну серед країн «Один Пояс, Один Шлях» для Центрально-Східної Європи та всього світу.
22 січня 2020 року вихованці Дитячого балетного театру Харківської хореографічної школи повернулися з гастролей по КНР, де показали казку «Білосніжка і сім гномів». Як повідомили в театрі, це був уже 11-й фестивально-гастрольний тур учнів школи по Китаю, який відбувся в рамках співпраці театру з культурними організаціями цієї країни за програмою «Відкриті двері в мистецтво». Під час поїдки Харківська трупа відвідала 14 найбільших китайських міст, у тому числі столицю КНР Пекін, де дала близько 20 вистав. Також харківські діти відвідали майстер-клас китайських артистів балету і побували в гостях у Національній балетній трупі Китаю, де взяли участь у гала-концерті з нагоди 60-річчя китайського балету.
7 січня по 4 лютого 2021 р. відбувся 21-й щорічний Міжнародний фестиваль «Meet in Beijing», один з наймасштабних мистецьких заходів, що традиційно проходить у Національний центр виконавських мистецтв, організаторами якого виступають Міністерство культури та туризму КНР, Державна адміністрація кіно та телебачення КНР, Народний уряд м. Пекін та China Arts and Entertainment Group.
Втім у 2021р. іноземні артисти та художні колективи з 24 країн світу змогли взяти участь у фестивалі лише в онлайн форматі. Концерти, вистави, відеокліпи іноземних виконавців демонструвалися на китайських онлайн платформах iQIYI, Tencent Video, Sina Weibo, Xigua Shipin, YOUKU, bilibili з охопленням глядацької аудиторії у понад 300 000 осіб.
За сприяння Посольства України в КНР у фестивалі «Meet in Beijing» Україна була представлена зірками Національної опери України Катериною Кухар та Олександром Стояновим з модерним балетом «Діти ночі» та музичними відеокліпами й концертом популярного електро-фольк гурту «ОНУКА».
Під час проведення презентації міжнародних проєктів співпраці для фахівців китайської культурної індустрії у рамках цьогорічного фестивалю «Meet in Beijing» першим секретарем Посольства Сергієм Кузьмічовим було представлено низку художніх та театральних колективів України з метою популяризації в Китаї українського сучасного та класичного балету, популярної й традиційної музики нашої країни, проведено роботу з метою організації гастролей українських артистів в Китаї після зняття карантинних обмежень.

### Освіта
Великі можливості існують також для розширення двосторонньої співпраці у сферах культури, освіти і туризму. На сьогодні значна кількість українських і китайських вищих навчальних закладів співпрацюють, активізують студентські обміни та обміни науковими і викладацькими працівниками. Відповідно до положень міжвідомчої Угоди про співробітництво в галузі освіти (березень 2012 р.) кількість державних стипендій, що надає одна сторона студентам іншої сторони, була збільшена учетверо: з 25 до 100, починаючи з 2013 року.
На 28 році своєї незалежності Україна долучилася до країн світу, що відкрили в Піднебесній свої навчальні заклади. Київський національний університет технологій та дизайну, якому у квітні виповнюється 90 років, став першим українським закладом вищої освіти (ЗВО), що одержав ліцензію Міністерства освіти КНР на підготовку фахівців на базі Київського інституту Технологічного університету Цілу (Шаньдунської академії наук) у місті Цзінань. Перший китайсько-український заклад освіти навчатиме китайських студентів за спеціальностями: дизайн візуальних комунікацій, біотехнології та хімічна інженерія.
В Україні успішно працюють чотири Інститути Конфуція: в Київському національному університеті ім. Т.Шевченка, у Харківському національному університеті ім. В.Каразіна, у Південноукраїнському національному педагогічному університеті ім. К.Ушинського та у Київському національному лінгвістичному університеті. Крім того, у Київській гімназії східних мов №1 створено Клас Конфуція

#### Науково-дослідницька співпраця
Серед дослідницьких установ, які були створені в КНР на базі місцевих університетів за останній час і працюють на українському напрямку, найперспективнішими є Дослідницький центр України при Чжецзянському педагогічному університеті (浙江师范大学乌克兰研究中心), Шевченківський центр українсько-китайських культурних зв’язків Тяньцзіньського університету іноземних мов (天津外国语大学塔拉斯·舍甫琴科中乌文化交流中心), Дослідницький центр України при Уханьському університеті іноземних мов (武汉大学外国语言文学学院, 乌克兰（问题）研究中心), Дослідницький центр України при Даляньському університеті іноземних мов (大连外国语大学乌克兰研究中心), Дослідницький центр України при Шанхайському університеті іноземних мов (上海外国语大学乌克兰研究中心), які фінансуються за рахунок державного бюджету КНР.
Наявні й приклади плідної співпраці університетів. Зокрема Національною металургійною академією України та Північно-східним університетом (м. Шеньян, провінція Ляонін) реалізується проєкт з впровадження в КНР технології електрошлакового рафінування в партнерстві з компанією Сіностіл.
Національним технічним університетом «Київський політехнічний інститут імені Ігоря Сікорського» реалізується «Програма 4-х принципів» (створення спільних освітніх і науково-інноваційних центрів КПІ в КНР, розширення підготовки кадрів для КНР).
Національним авіаційним університетом та Технологічним університетом Нінбо реалізовано спільний науково-дослідний проєкт в галузі транспорту і логістики «Взаємодія транспортно-логістичних систем в глобальному інформаційному просторі». Основна мета цього проєкту – розробка наукової платформи міжнародного логістичного кластера з використанням мультимодальних перевезень та транспортно-логістичного обслуговування міжнародних товарних потоків між Україною та КНР.
У червні 2018 до Київського національного університету імені Тараса Шевченка з робочим візитом прибула делегація Ланьчжоуського університету на чолі з ректором Ян Чунхуа. Наразі в Ланьчжоуському університеті створено усі умови для вивчення української мови. Зустріч була присвячена обговоренню розвитку співробітництва у конкретних напрямах, а саме: історія, фізика та медицина.
У липні 2018 р. Медичний університет ім. Богомольця взяв участь у II Міжнародному форумі медичної освіти, який відбувся у м. Шеньян під девізом «Взаємність, лідерство, розвиток». Представники 30 медичних ВНЗ з 15 країн світу, таких як Китай, Пакистан, Таїланд, Малайзія, Філіппіни, Естонія, Румунія та інших прийняли рішення заснувати Міжнародний альянс медичної освіти «Один пояс, один шлях» («Belt & Road» International Medical Education Alliance (BRIMEA).
На початку серпня 2018 в Україні відкрився перший науково-навчальний Центр NATON ACADEMY UKRAINE завдяки спільним зусиллям Національного медичного університету ім. О. О. Богомольця та компанії Naton Medical Group з Китаю. Співпраця НМУ ім. О. О. Богомольця та Naton Medical Group почалася близько 10 років тому. Компанія Naton постачає в Україну продукцію для ендопротезування та остеосинтезу впродовж 22 років. Понад 80% лікарень по всій Україні використовують продукцію Naton Medical Group.
16 липня 2018 у Сумському національному аграрному університеті відбулося урочисте підписання угоди про співпрацю з Інститутом Цзі Ян Чжецзянського університету землеробства і лісового господарства. Угодою передбачено підготовку фахівців рівня бакалавр, магістр, доктор філософії.
З 1 січня 2021 року Міністерство освіти і науки України та  Міністерство науки і техніки Китайської Народної Республіки  провели конкурс спільних українсько-китайських науково-дослідних проєктів на 2021–2022 роки за такими пріоритетними напрямами:
- інформаційні та комунікаційні технології;
- енергетика та енергоефективність;
- раціональне природокористування, у тому числі агротехнології;
- науки про життя, зокрема лікування коронавірусної пневмонії та дослідження ефективних ліків;
- нові речовини й матеріали;
- фундаментальні науки[21]

#### Освітній туризм
Вже декілька років на замовлення Міністерства комерції КНР проводяться заходи, які дають можливість представникам різних країн побачити сучасний Китай. У липні 2018 у м. Шеньян провінції Ляонін відбувся Міжнародний семінар для ректорів університетів. Україну представили три заклади вищої освіти: з Тернополя, Ніжина та Києва.
З метою ознайомлення з системою освіти Китаю українська делегація відвідала декілька університетів: Шеньянський педагогічний університет, філіал Далянського політехнічного університету, Північно-східний університет та Східно-китайський педагогічний університет. У червні 2018 на Міжнародному культурно-освітньому форумі «Шовковий шлях 2018: Україна-Китай» ТНПУ ім. В.Гнатюка підписав Меморандуми про співпрацю з 11 китайськими університетами.
Важливим кроком у цьому контексті варто згадати про участь низки представників провідних українських університетів у Першому міжнародному освітньому форумі з інноваційного розвитку (травень 2016 р.), у рамках якого було створено Міжнародний освітній альянс із інновацій та розвитку – об’єднана платформа для 66 ВНЗ та 40 компаній з України, Китаю, Польщі, Франції, Італії, Республіка Корея та інших країн.

#### Неурядові наукові та експертні спільноти
Вагомий внесок у розвиток двосторонніх відносин намагаються зробити і неурядові організації, представники наукових, експертних і культурних спільнот. Завдяки цьому українці й китайці не тільки позитивно сприймають один одного, а й є далеко не байдужими спостерігачами за тим, що відбувається у двох країнах.
У квітні 2011 р. відбувся візит делегації Інституту світової економіки та міжнародних відносин НАН України на чолі з Ю.М. Пахомовим. Українські експерти взяли участь у Першому діалозі «мозкових центрів» України і Китаю, організованому Інститутом Росії, Східної Європи і Центральної Азії Китайської академії суспільних наук (КАСН). У травні того ж року у Пекіні і Шанхаї перебувала делегація українських політологів на чолі з радником Президента України А.О. Фіалком. У рамках зазначеного візиту відбувся українсько-китайський науковий «круглий стіл» з питань стратегічної взаємодії між Україною і Китаєм за участю провідних експертів Центру досліджень розвитку при Державній Раді Китаю. Були обговорені актуальні питання двосторонньої взаємодії, світової політики, основні тенденції її розвитку, нові реалії глобалізованого світу.
Тривають контакти між провідними аналітичними центрами, науковими установами наших країн, свідченням чого стало проведення «круглого столу» на тему «Стан і перспективи розбудови українсько-китайського стратегічного співробітництва» (листопад 2015 р.) за участю представників Національного інституту стратегічних досліджень, Інституту сходознавства ім. А.Ю. Кримського НАН України, Центру сучасного Китаю «Тянься лінк» та керівників і співробітників численних китайських «мозкових центрів» при сприянні української амбасади в Пекіні. Відбувся масштабний та ґрунтовний обмін думками щодо стану та перспектив подальшого розвитку українсько-китайських відносин, нагальних завдань, що випливають із нового рівня міждержавної взаємодії між Україною та Китаєм, закріпленого у Спільній декларації про встановлення відносин стратегічного партнерства.
У квітні 2022 року Інститут історії України Національної академії наук України оприлюднив електронну версію науково-довідкового видання «Українсько-китайські відносини у 1991-2020 рр.» на офіційному сайті установи. Книга вийшла за редакцією Володимира Головка (Інститут історії України НАН України), за участю Ігоря Жигіра та Варвари Мостової з «Центру політичного аналізу», а також Кирила Суворова та Галини Єрмоленко, які представляють інформаційно-аналітичну платформу SilkBridge.info Українсько-китайські відносини у 1991-2020 pp. Науково-довідкове видання / Авт. кол.: В. Головко (відп. ред., кер. авт. кол.), І. Жигир, В. Мостова, К. Суворов. НАН України. Інститут історії України. ‒ K.: Інститут історії України, 2021. ‒ 463 с.

## Діаспора[22]

### Українці у Китаї
На кінець ХХ ст. в Китаї проживало приблизно 20 тисяч осіб українського походження, всі вони цілком асимілювалися й інтегрувалися в суспільне життя цієї країни

## Міста-побратими
Станом на 1 липня 2013 року було оформлено 895 побратимських відносин українських міст з містами 60 іноземних країн. На момент 2017р. договірно-правова база українсько-китайської міжрегіональної співпраці нараховує 91 документ (двосторонні угоди, меморандуми та протоколи про співробітництво), які регламентують встановлення побратимських зв’язків між різними суб’єктами України та Китаю.  
- Пекін і  Київ[23]
- Цзинань і  Харків
- Нінбо і  Одеса[24]
- Нанкін і  Івано-Франківськ[25]
- Тайюань і  Донецьк
- Тяньцзінь і  Харків
- Сіньсянь і  Суми[26]
- Сіань і  Дніпро
- Сюйчжоу і  Кропивницький
- Ханьдань і  Кривий Ріг
- Сучжоу і  Запоріжжя

## Коронавірусна криза
В кінці березня 2021 року Україна отримала першу партію китайської вакцини CoronaVac виробництва китайської компанії Sinovac Biotech.